# DREAM SCHOOL
DREAM SCHOOL is een televisieprogramma, gestart in 2017, van de NTR, gebaseerd op het gelijknamige Britse programma van Jamie Oliver.
In het programma wordt een groep schoolverlaters door bekende Nederlanders gestimuleerd aan de ontwikkeling van hun leven te werken. De "school" wordt geleid door kickbokser Lucia Rijker en rector Eric van 't Zelfde. Naast inzicht in zichzelf krijgen de deelnemende jongeren les in sport en uiteenlopende onderwerpen.

## Seizoen 1

### Afleveringen
| Afl.       | Titel                         | Uitzenddatum     |
| ---------- | ----------------------------- | ---------------- |
| 1          | Welkom bij DREAM SCHOOL       | 11 januari 2017  |
| 2          | Een donderpreek van Lucia     | 18 januari 2017  |
| 3          | Ware kunstenaars              | 25 januari 2017  |
| 4          | De emoties lopen hoog op      | 1 februari 2017  |
| 5          | Een pittige opdracht          | 8 februari 2017  |
| 6          | Te laat komen is not done     | 15 februari 2017 |
| 7          | De maat is vol                | 22 februari 2017 |
| 8          | Allerlaatste dag DREAM SCHOOL | 1 maart 2017     |
| 9 (reünie) | Een jaar later...             | 3 oktober 2017   |

### Leraren
- Barbara Baarsma (economie)
- Tom Barten (sport)
- Abdelkader Benali (Nederlandse taal)
- Jeroen van den Berg (ondernemer/stagebegeleider)
- Karin Bloemen (presenteren/theater)
- Joris Bijdendijk (koken)
- Frank van de Goot (forensische pathologie)
- John Heitinga (sport)
- Jeanine Hennis-Plasschaert (politiek)
- Hugo Heymans (anatomie)
- Frank E Hollywood (kunst)
- Laidback Luke (dj/muziek)
- Lange Frans (rap schrijven/muziek)
- Danny Mekić (ondernemerschap)
- Donatello Piras (debatteren)
- Arjan Postma (biologie)
- Wilco van Rooijen (survivallen)
- Maarten van Rossem (geschiedenis)
- Shaker (dans/choreografie)
- Jack de Vries (politiek)
- Peter R. de Vries (criminologie)
- Inez Weski (rechten)

### Trivia
- Vlak voor de eerste aflevering van seizoen 1 overleed de 19-jarige Donilio in zijn slaap. Dit gebeurde in de nacht van 9 op 10 januari 2017. In overleg met zijn familie werd besloten het seizoen uit te zenden zoals opgenomen. Voorafgaand aan de eerste twee afleveringen werd hij geëerd met een in memoriam.

## Seizoen 2

### Afleveringen
| Afl. | Titel                   | Uitzenddatum     |
| ---- | ----------------------- | ---------------- |
| 1    | Verwachtingen           | 26 februari 2018 |
| 2    | Tijd om op te staan     | 5 maart 2018     |
| 3    | Zelfsabotage            | 12 maart 2018    |
| 4    | Aangaan of vermijden    | 19 maart 2018    |
| 5    | Negatieve overtuigingen | 26 maart 2018    |
| 6    | Verandering doet pijn   | 2 april 2018     |
| 7    | Proberen of doen        | 9 april 2018     |
| 8    | Kantelmoment            | 16 april 2018    |
| 9    | Oorzaak en gevolg       | 23 april 2018    |
| 10   | Als de kwartjes vallen  | 30 april 2018    |

### Leraren
- Robèrt van Beckhoven (bakken)
- Leo Blokhuis (muziekgeschiedenis/podcast maken)
- Ferry Doedens (acteren)
- Kim Feenstra (fotografie)
- Annemarie van Gaal (budgetteren)
- Roos Schlikker (scenarioschrijven)
- Bas Haring (filosofie)
- Lodewijk Hoekstra (tuinieren)
- Diederik Jekel (scheikunde/natuurkunde)
- Eva Jinek (interviewen)
- Joseph Klibansky (kunst)
- Tania Kross (muziek)
- Diana Matroos (presenteren)
- Erik Scherder (neuropsychologie)
- Shaker (dans/choreografie)
- Jeroen Spitzenberger (acteren)
- Duncan Stutterheim (eventmanagement)
- Daan Weddepohl (start-up)
- Maarten van der Weijden (sport/motivatie)

## Seizoen 3

### Afleveringen
| Afl.        | Titel                               | Uitzenddatum     |
| ----------- | ----------------------------------- | ---------------- |
| 1           | Je bent niet je verhaal             | 18 februari 2019 |
| 2           | Het begin van alle beter            | 25 februari 2019 |
| 3           | Wat boosheid kan doen met je        | 4 maart 2019     |
| 4           | Waar ligt jouw commitment?          | 11 maart 2019    |
| 5           | Maskers af                          | 18 maart 2019    |
| 6           | Richting volgen                     | 25 maart 2019    |
| 7           | Belemmerende overtuigingen          | 1 april 2019     |
| 8           | Voorbij je horizon                  | 8 april 2019     |
| 9           | Uit je verhaal                      | 15 april 2019    |
| 10          | Je kunt je hele leven nog instappen | 22 april 2019    |
| 11 (reünie) | Het afscheid                        | 29 april 2019    |
| 12 (reünie) | De reünie                           | 16 december 2019 |

### Leraren
- Duncan Stutterheim (eventmanagement)
- Euvgenia Parakhina (dans/choreografie)
- Peter Bosveld (dans/choreografie)
- Steven Grevenstuk (decorbouw)
- Griet Op de Beeck (schrijven)
- Schorem (scheren en knippen)
- Floortje Dessing (reizen)
- Ron Blaauw (koken)
- Lodewijk Asscher (politiek)
- Trijntje Oosterhuis (zang)
- Wilfred Genee (beeldvorming)
- Goedele Liekens (seksueel overschrijdend gedrag)
- Marco Kroon (omgaan met tegenslag)
- Olcay Gulsen (persoonlijke ontwikkeling)
- Imanuelle Grives (acteren)
- Ferry Zandvliet (spreker)
- Ahmet Polat (fotografie)
- Ans Markus (schilderen)
- Kasper van der Meulen (focussen)
- Ronald van der Kemp (kleding/fast fashion)
- Sjinkie Knegt (sport/doorzettingsvermogen)
- Ronilla Snellen (digitale vaardigheden)

## Seizoen 4

### Afleveringen
| Afl. | Titel                                         | Uitzenddatum  |
| ---- | --------------------------------------------- | ------------- |
| 1    | Naar jezelf kijken is een spannende bezigheid | 3 maart 2020  |
| 2    | Zijn wie je bent                              | 10 maart 2020 |
| 3    | Oud gedrag                                    | 17 maart 2020 |
| 4    | Wat zit er tussen jou en de werkelijkheid?    | 24 maart 2020 |
| 5    | Tot de orde roepen is ook affectie            | 31 maart 2020 |
| 6    | Gamechanger                                   | 7 april 2020  |
| 7    | Eerlijk zijn naar jezelf                      | 14 april 2020 |
| 8    | Durf te kijken                                | 21 april 2020 |
| 9    | Durf een voorbeeld te zijn                    | 28 april 2020 |
| 10   | Gaat de knop om?                              | 5 mei 2020    |
| 11   | DREAM SCHOOL... en dan?                       | 12 mei 2020   |
| 12   | Wat houdt je tegen?                           | 19 mei 2020   |
| 13   | Bereidheid en opluchting                      | 26 mei 2020   |

### Leraren
- De Worsten van Babel (Hugo Kennis, Jasper Gottlieb en Marius Gottlieb) (koken)
- Sylvana Simons (omgaan met reacties op social media)
- Wouter Bos (rechten)
- Jimmy Nelson (fotografie)
- Hanneke Groenteman (interviewen)
- Juvat Westendorp (dans/choreografie)
- Fares Boustanji (authentiek communiceren)
- Melody Klaver (stereotypes)
- Maarten Dammers (bewustwording van keuzes)
- Philip Huff (verdiepen in een ander)
- Heilige Boontjes (koffie)
- Sinan Can (perspectieven)
- Sticks (rappen)
- Raquel van Haver (schilderen)
- Bibian Mentel (onderdeel van de interviewlessen van Hanneke Groenteman)
- Rob Baan (gezonde voeding)
- Klaas Dijkhoff (politiek)
- Dominique Janssen (successen)

## Seizoen 5
Het vijfde seizoen ging op 13 september 2021 van start. In dit seizoen werd er een aantal grotere wijzigingen doorgevoerd. Voortaan werd het programma op de maandag uitgezonden i.p.v. op de dinsdag. Daarnaast werd het programma vanaf dit seizoen opgenomen op een nieuwe locatie in de Brabantse natuur, daar bleven de schoolleiders en de deelnemende jongeren ook overnachten.

### Afleveringen
| Afl. | Titel                        | Uitzenddatum      |
| ---- | ---------------------------- | ----------------- |
| 1    | Een keerpunt in je leven     | 13 september 2021 |
| 2    | Sterrenstof                  | 20 september 2021 |
| 3    | Leipe shit                   | 27 september 2021 |
| 4    | Zij moeten het doen          | 4 oktober 2021    |
| 5    | Alles is een keuze           | 18 oktober 2021   |
| 6    | Ff relativeren               | 25 oktober 2021   |
| 7    | Vier ogen zien meer dan twee | 1 november 2021   |
| 8    | Buitenkant vs binnenkant     | 8 november 2021   |
| 9    | In bed blijven is geen optie | 15 november 2021  |
| 10   | Sleutelen aan zelfvertrouwen | 22 november 2021  |
| 11   | Dat wil ik nooit meer        | 29 november 2021  |
| 12   | Next level shit              | 6 december 2021   |

Op 11 oktober 2021 was er geen uitzending in verband met de WK-kwalificatiewedstrijd Nederland - Gibraltar.

### Leraren
- Lita Cabellut (zelfportret)
- Janneke Wittekoek (het hart)
- Nazmiye Oral (persoonlijke verhalen)
- Piet Hein Eek (meubels maken)
- Vincent Icke (sterrenstof)
- Willie Wartaal (eigen track maken)
- Juvat Westendorp (dans/choreografie)
- Chatilla van Grinsven (teamgeest)
- Milouska Meulens (schaamte)
- Patrick van der Jagt (fotografie)
- Stephan Verwegen en politiehond Bumper (oplossingsgericht denken en samenwerken)
- Natacha Harlequin (bewuste en onbewuste keuzes)
- Rick Paul van Mulligen (acteren)
- Thijs Launspach (stress en ontspanning)
- Kaj Gorgels (relativeren)
- Vincent Vianen (videoclip maken)
- Rob Jetten (politiek)

## Seizoen 6

### Afleveringen
| Afl. | Titel                         | Uitzenddatum     |
| ---- | ----------------------------- | ---------------- |
| 1    | De bouwstenen                 | 3 januari 2023   |
| 2    | In het ritme komen            | 10 januari 2023  |
| 3    | Opgeven en weglopen           | 17 januari 2023  |
| 4    | Een doel in je leven          | 24 januari 2023  |
| 5    | Naar de klote                 | 31 januari 2023  |
| 6    | Emoties wegstoppen            | 7 februari 2023  |
| 7    | Persoonlijke verhalen delen   | 14 februari 2023 |
| 8    | Een nat pak halen             | 21 februari 2023 |
| 9    | Door de weerstand heen breken | 28 februari 2023 |
| 10   | Vier maanden later            | 7 maart 2023     |

### Leraren
- Edson da Graça (doelen stellen)
- Nienke Gottenbos (gezonde voeding)
- Rosalie de Graaf (gemeenschappelijk kunstwerk)
- Gabriëlle Hoppenbrouwers
- Ben Tiggelaar
- Najib Amhali (drugsgebruik)
- Daniël Boissevain
- Sterrin Smalbrugge
- Natasja Gibbs
- Zaïre Krieger (spoken word)
- Dai Carter (oud-commando)
- Glen Faria
- Berthold Gunster (schrijver)
- Jan van Halst (teamwork)
- Martine Beijer
- Kenzo Alvares
- Soufiane Touzani

## Seizoen 7

### Afleveringen
| Afl. | Titel                         | Uitzenddatum     |
| ---- | ----------------------------- | ---------------- |
| 1    | Nieuwe klas, nieuwe regels    | 11 februari 2025 |
| 2    | Een rollercoaster aan emoties | 18 februari 2025 |
| 3    | Over de grens gaan            | 4 maart 2025     |
| 4    | Grote mond, klein hartje      | 11 maart 2025    |
| 5    | Het maximale eruit halen      | 18 maart 2025    |
| 6    | Vertrouw op jezelf            | 25 maart 2025    |
| 7    | Een stoomcursus zelfliefde    | 1 april 2025     |
| 8    | Turbulente tijden             | 8 april 2025     |
| 9    | De laatste lessen             | 15 april 2025    |
| 10   | Vooruitkijken en terugblikken | 22 april 2025    |

### Leraren
- Défano Holwijn
- Saskia Schepers
- Daan van de Lecq
- Iris Frederix
- Els van Steijn
- Krista Arriëns en Marcelle Arriëns
- Shirma Rouse en Dwight Dissels
- René Oskam
- Khalid Amakran
- Erik Wegewijs
- Lucas & Steve
- Worthy de Jong en Dimeo van der Horst
- Ruurd Oosterwoud
- Lotte van Eijk
- Sinan Eroglu
- Jermain de Rozario
- Daan Koens
- Janny Knol
- Rayen Panday
- Edson Braafheid en Gianni Zuiverloon
- Patty Brard